# Асканія-Нова (монета)
«Аска́нія-Но́ва» — ювілейна монета номіналом дві гривні, випущена Національним банком України. Присвячена 100-річчю утворення першого в Україні степового заповідника «Асканія-Нова», засновником якого був Фрідріх Фальц-Фейн.
Монету було введено в обіг 20 травня 1998 року. Вона належить до серії «Флора і фауна».

## Опис монети та характеристики
| Номінал грн. | Метал      | Маса, грам | Діаметр, мм. | Якість виготовлення | Гурт     | Тираж, штук |
| ------------ | ---------- | ---------- | ------------ | ------------------- | -------- | ----------- |
| 2            | нейзильбер | 12,8       | 31,0         | звичайна, поліпшена | рифлений | 100 000     |

### Аверс

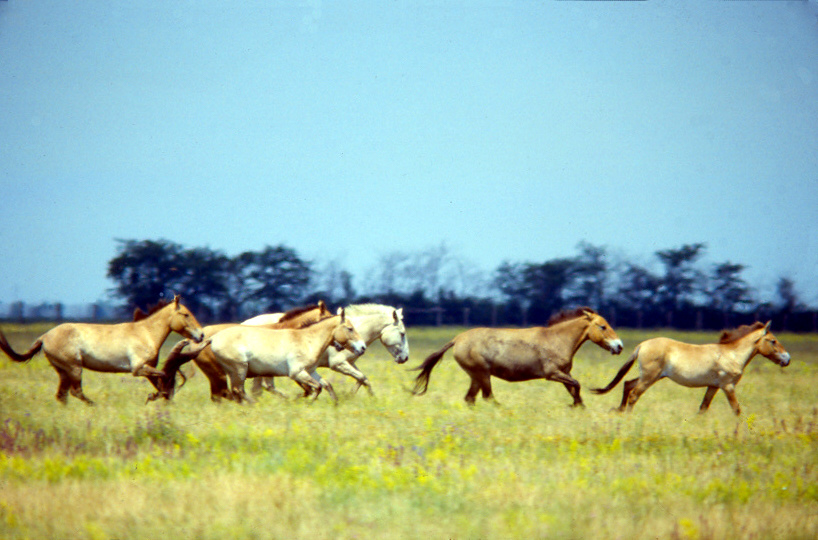
Коні Пржевальського в Асканії-Новій, 2008 рік

На аверсі монети розміщено зображення малого Державного Герба України на тлі степового пейзажу, що складається з окремих видів місцевої флори і фауни. Над гербом розміщені надписи: «УКРАЇНА» і «1998». Під зображенням пейзажу зазначено номінал: «2 ГРИВНІ» (у два рядки).

### Реверс
На реверсі монети розміщена композиція, що складається із зображення степової кам'яної баби та динамічної групи акліматизованих у заповіднику тварин. Над зображенням по колу розміщено напис: «АСКАНІЯ-НОВА». В нижній частині композиції розміщено зображення герба роду Фальц-Фейнів та напис по колу «100 РОКІВ».

## Автори
- Художник — Дем'яненко Володимир.
- Скульптор — Дем'яненко Володимир.

## Вартість монети
Під час введення монети в обіг 1998 року, Національний банк України розповсюджував монету за її номінальною вартістю — 2 гривні.
Фактична приблизна вартість монети, з роками змінювалася так:
| Рік        | 2005 | 2006 | 2007 | 2008 | 2009 | 2010 | 2011 | 2012 | 2013 | 2014 | 2015 | 2016 | 2017 | 2018 | 2019 | 2020 | 2021 | 2022 | 2023 | 2024 | 2025 |
| ---------- | ---- | ---- | ---- | ---- | ---- | ---- | ---- | ---- | ---- | ---- | ---- | ---- | ---- | ---- | ---- | ---- | ---- | ---- | ---- | ---- | ---- |
| Ціна, грн. | 60   | 75   | 90   | 120  | 150  | 150  | 160  | 160  | 160  | 100  | 145  | 150  | 180  | 180  | 180  | 180  | 180  | 180  | 260  | 460  | 440  |